# Лаймкват

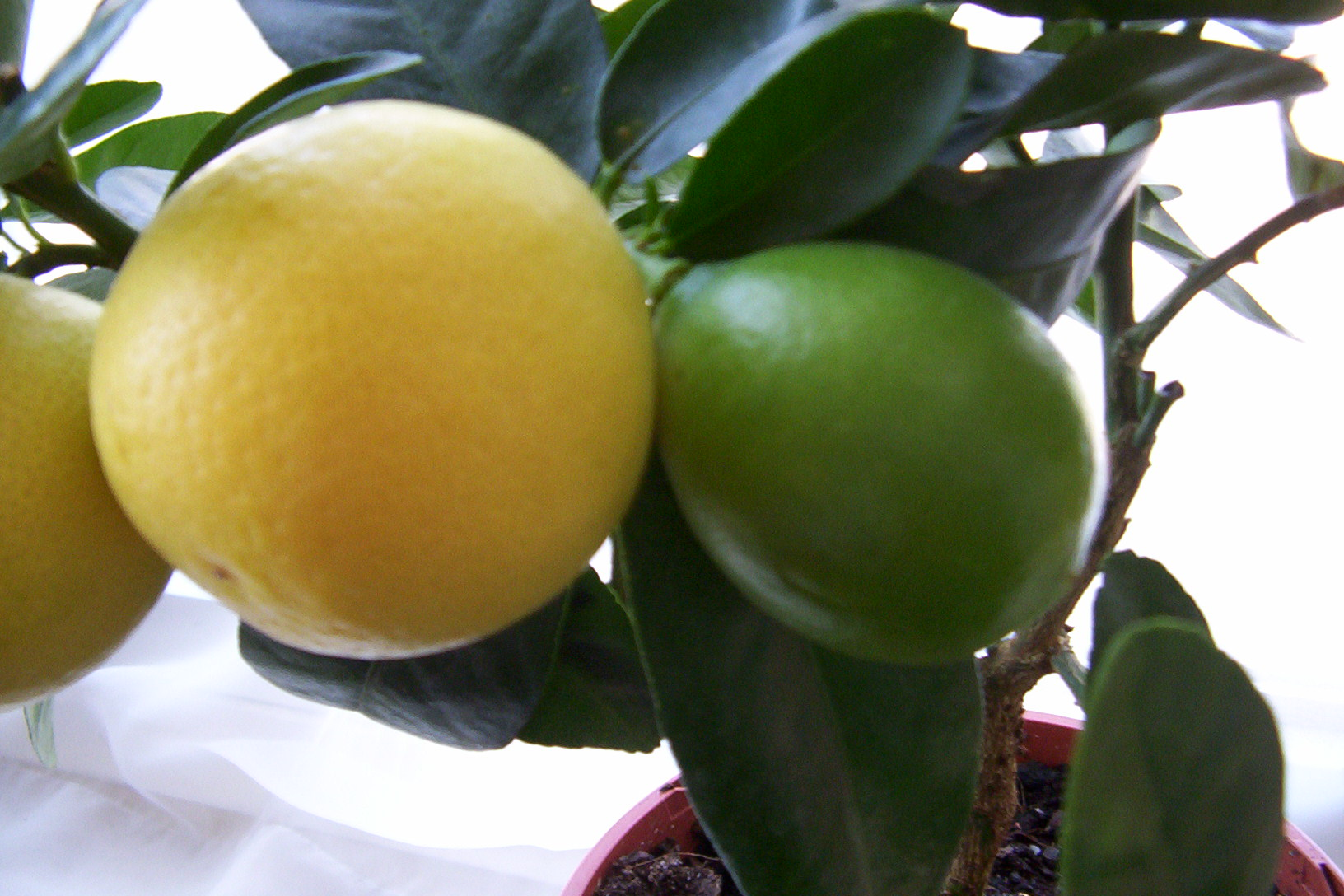

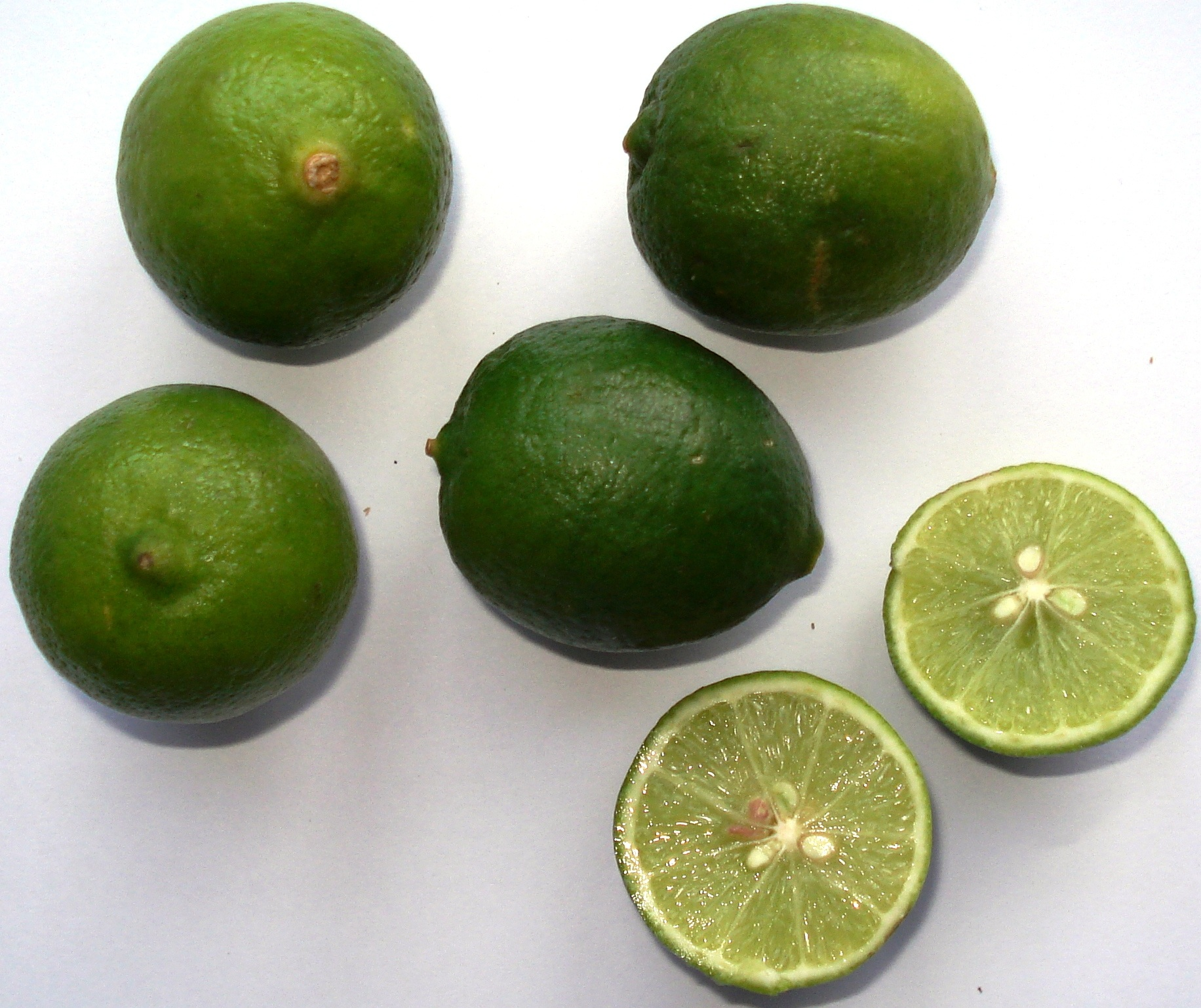
Плоди Лаймкват

Лаймкват (Citrus × floridana, англ. limequat) — рослина з роду цитрус (Citrus) родини рутові (Rutaceae), що являє собою гібрид лайма (Citrus aurantiifolia) і кумквата (Citrus japonica). Раніше лаймкват виділявся також в окремий гібридний рід ×Citrofortunella.
Гібрид виведений в 1909 році. Відомі три різновиди: Eustis, Lakeland і Tavares.

## Ботанічний опис
За розміром, формою і хімічним складом плоди Лаймкват дуже близькі плодам лайма; забарвлення пагонів сорту 'Tavares' відрізняється від інших двох (помаранчева у плодів і рожева у квіток).
Лаймкват більш морозостійкий, ніж лайм, проте поступається в морозостійкості кумкват.

## Значення
Жоден з різновидів Лаймкват не має комерційної значущості як харчовий продукт, хоча лаймкват може бути гарною заміною Лайма. Різновиди Eustis і Lakeland можуть вирощуватися як декоративні й кімнатні рослини.